# Germinale (gruppo musicale)
I Germinale sono un gruppo italiano di rock progressivo nato a Pisa nel 1991. Dopo le prime esperienze come cover band, interpretando dal vivo brani di Pink Floyd, Deep Purple, Genesis e altri, nel 1994 pubblicano per la Mellow Records il loro primo album di brani originali, omonimo. Il disco ottiene buoni risultati di vendita (rispetto ai parametri del prog) e di critica anche all'estero.
Dopo la partecipazione a due tribute-album (The River Of Constant Change - A tribute to Genesis nel 1994 e Eyewitness - A tribute to VDGG nel 1995), il gruppo riprende a comporre brani propri e nel 1996, sempre per la Mellow Records, pubblica il secondo album ...e il suo respiro ancora agita le onde..., ad oggi quello che ha riscosso il maggior riconoscimento di critica e di pubblico.
Dopo alcune defezioni e cambi di formazione, il gruppo partecipa nel 2000 ad un nuovo album tributo (Songs for Jethro Vol. 1) e pubblica nel 2001 il terzo album di brani originali, Cielo & Terra, nel quale si allontana parzialmente dalle atmosfere tradizionali del progressive per avvicinarsi, in modo originale, ad una forma canzone ancora complessa ma non stucchevole. Il disco vede in alcuni brani la partecipazione di Petra Magoni.
Nel 2003 i Germinale partecipano, insieme a trenta tra i migliori gruppi progressive europei, al progetto della Musea Records Kalevala, versione musicata del poema epico finlandese.
Nel 2005 pubblicano la raccolta Scogli di sabbia, che contiene versioni rivisitate e live di alcuni brani dei primi tre album, le partecipazioni ai tribute-album e quattro brani inediti.
Adesso il gruppo è "congelato", ma i vari componenti continuano a collaborare tra loro per i progetti solisti di Masoni e Lazzara.
Salvo Lazzara con il nome d'arte "Pensiero Nomade" ha dato alle stampe nel 2007 per BTF un disco strumentale intitolato "Di questi ed altri naufragi", primo di una lunga serie di album.
Marco Masoni continua a fare musica da solo o con gruppi, specializzandosi anche in produzione artistica e in management di gruppi emergenti. Inoltre collabora o ha collaborato per vari progetti con Stefano Bollani, Petra Magoni e Ferruccio Spinetti, Red Ronnie e altri nomi del panorama musicale italiano, è critico musicale e divulgatore di musiche italiane e straniere in incontri dal vivo e sul web. Il suo primo disco solista "Il Multiforme" è uscito nel 2014 per Ams Records in CD e LP con lusinghieri risultati di critica. È atteso per il 2021 il nuovo disco solo, probabilmente intitolato "Il vero è nella memoria e nella fantasia".

## Componenti
L'ultima line-up del gruppo è formata da:
- Marco Masoni: basso, chitarra classica ed acustica (6 e 12 corde), voce (1991-2005)
- Alessandro Toniolo: flauto acustico e processato, voce (1991-2005)
- Salvo Lazzàra: chitarra elettrica, voce (1995-2005)
- Andrea Moretti: pianoforte, hammond, sintetizzatori, mellotron, moog (1995-2005)

ALTRI MEMBRI:
- Gabriele Guidi: tastiere (1991-94)
- Saverio Barsali: chitarra elettrica, chitarra classica (1991-94)
- David Vecchioni: batteria (1993-96)
- Matteo Amoroso: batteria, percussioni (2000-02)

## Discografia

### Album
- 1994 - Germinale (Mellow Records)
- 1996 - ...e il suo respiro ancora agita le onde. (Mellow Records)
- 2001 - Cielo & Terra (Mellow Records)
- 2005 - Scogli di Sabbia (BTF)

### Partecipazioni
- 1994 - The River Of Constant Change - A tribute to Genesis (Mellow Records), i Germinale partecipano con The Knife, un brano tratto da Trespass (1970);
- 1995 - Eyewitness - A tribute to VDGG (Mellow Records), rilettura del brano Meurglys III;
- 2000 - Songs for Jethro (Vol. 1) (Popolo del Blues), versione acustica di Wond'ring Aloud, un brano del 1971;
- 2003 - Kalevala (Musea Records), poema epico finlandese musicato da trenta tra i migliori gruppi progressive europei, propongono "La Battaglia Per Il Sampo";
- 2004 - The Letters - An unconventional italian guide to King Crimson (Mellow Records), con una versione del brano dei Crimson Dr. Diamond, inedito in studio.